# باغشجرد
باغشجرد (بالفارسية: باغشجرد) هي مستوطنة تقع في قسم صفي آباد الريفي (مقاطعة إسفراين) في إيران. يقدر عدد سكانها بـ 265 نسمة بحسب إحصاء 2016.